# محمد بن عثمان

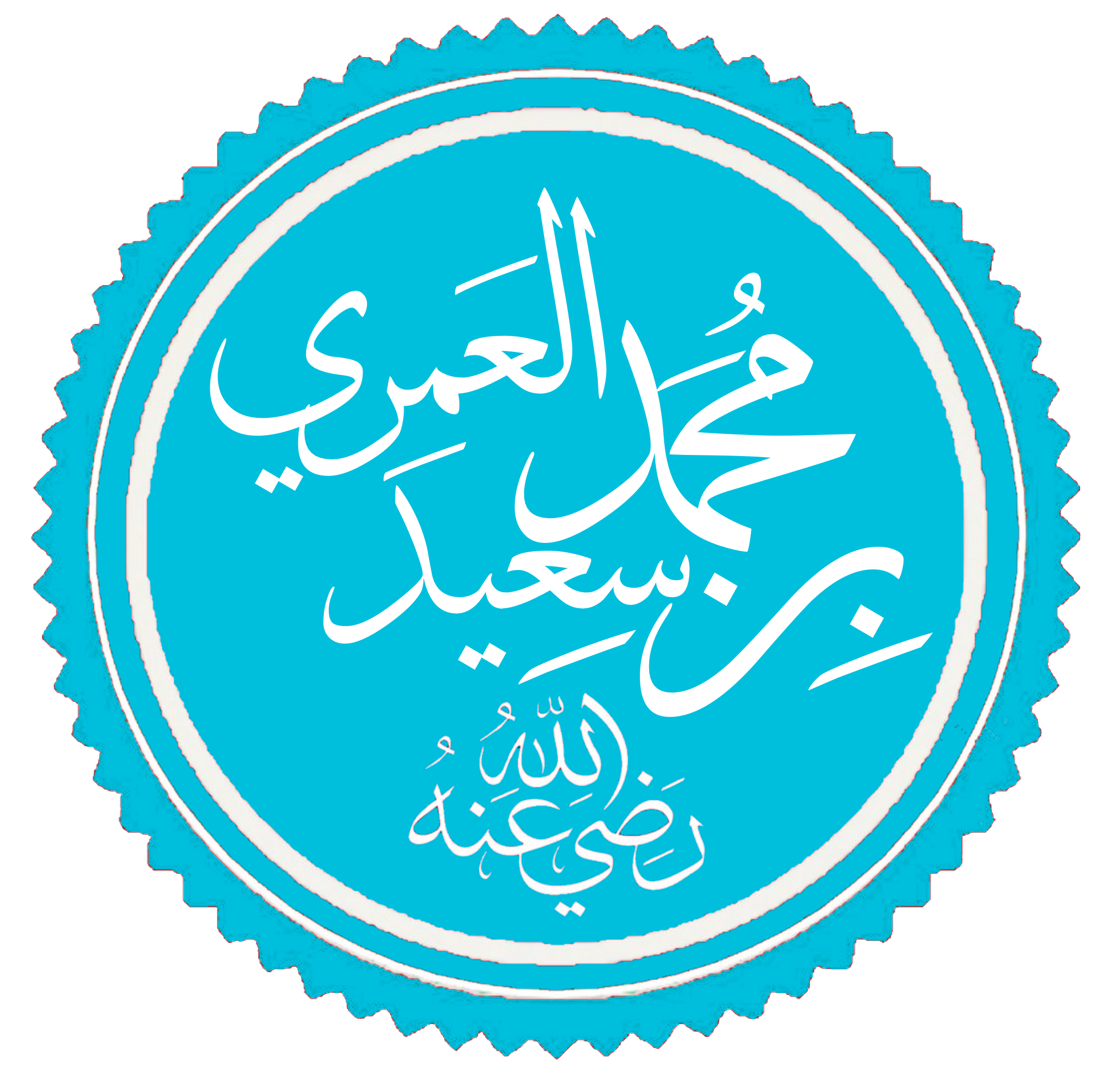

ابو جعفر، محمد بن عثمان بن سعید عمری دومین نایب از نواب خاصه است که بعد از مرگ پدرش عثمان بن سعید (بر طبق دیدگاه مشهور به سال۲۶۷ ه‍.ق)، به نیابت امام دوازدهم شیعیان منصوب‌شد. وی این «منصب» را تا زمان مرگ در بغداد به سال ۳۰۴ یا ۳۰۵ ه‍. ق، عهده‌دار بود. او در بین نواب اربعه، طولانی‌ترین مدت زمان نیابت را داراست.

## زندگی‌نامه
محمدبن عثمان، دومین نایب خاص حجت بن الحسن بود که پیش از وی، پدرش عثمان بن سعید، نایب خاص بودند. از آنجا که دربارهٔ زندگی نواب اربعه، مطالب کمی در منابع دست اول بیان شده‌است، زندگی آنان در هاله‌ای از ابهام قرار دارد.
محمدبن عثمان، همچون پدرش، مورد اعتماد و مقرّب نزد امام غایب بودند. از شیخ طوسی نقل شده‌است که وی نزد امام دوازدهم، مقامی بزرگ داشته‌است و شیعه بر عدالت، تقوا و امانت او اتفاق نظر داشتند. پدرش، عثمان بن سعید، هنگام مردن دربارهٔ او چنین بیان می‌کند: «پس از من فرزندم جانشین و نایب امام است».
ابوعلی احمدبن اسحاق نقل می‌کند از حسن عسکری پرسیدم: «احکام دین را از چه شخصی بگیرم و گفته چه کسی را بپذیرم؟» آن امام در پاسخ چنین گفت: «عثمان بن سعید و پسرش، هر دو موثق هستند هر چه آنها به تو برسانند، از من می‌رسانند و آنچه به تو بگویند از جانب من می‌گویند. پس از آنها بشنو و اطاعت کن؛ زیرا آنها موثق و امین هستند». در منابع روایی شیعه آمده‌است که حسن عسکری، از نیابت محمد بن عثمان برای فرزندش حجت بن الحسن خبر داده‌است.
شیعه ۱۲ امامی معتقد است حجت بن الحسن، پس از پدر محمد بن عثمان، او را برای نیابت خاص انتخاب کرد و در نامه‌ای درگذشت پدرش را به او تسلیت گفت.
وی پس از ۴۸ سال نیابت حجت بن الحسن، در جمادی الاولی سال ۳۰۴ یا ۳۰۵ ه‍. ق در بغداد از دنیا رفت. وی قبل از مرگش، برای خود مقبره‌ای تهیه دید و بعد از مرگش در کنار پدرش مدفون‌شد. برخی در مدت زمان نیابتش تردید کرده و آن را ۴۰ سال می‌دانند.

## آثار
نایب دوم حجت بن الحسن کتاب‌هایی در فقه نگاشت که مطالب آنها از حسن عسکری و حجت‌بن‌الحسن است.
یکی از آثار ایشان «الاشربه» در ابواب فقه است. ام‌کلثوم، دختر عثمان بن سعید می‌گوید: «این کتاب به وصیت پدرم به دست ابوالقاسم، حسین بن روح نوبختی (سومین سفیر) رسید و پس از آن بر طبق وصیت وی به دست چهارمین نایب خاص رسید. کتاب وی به دست ما نرسیده‌است و ممکن است به اثر ناملایمات روزگار از بین رفته‌باشد.»